# Skärpedjup

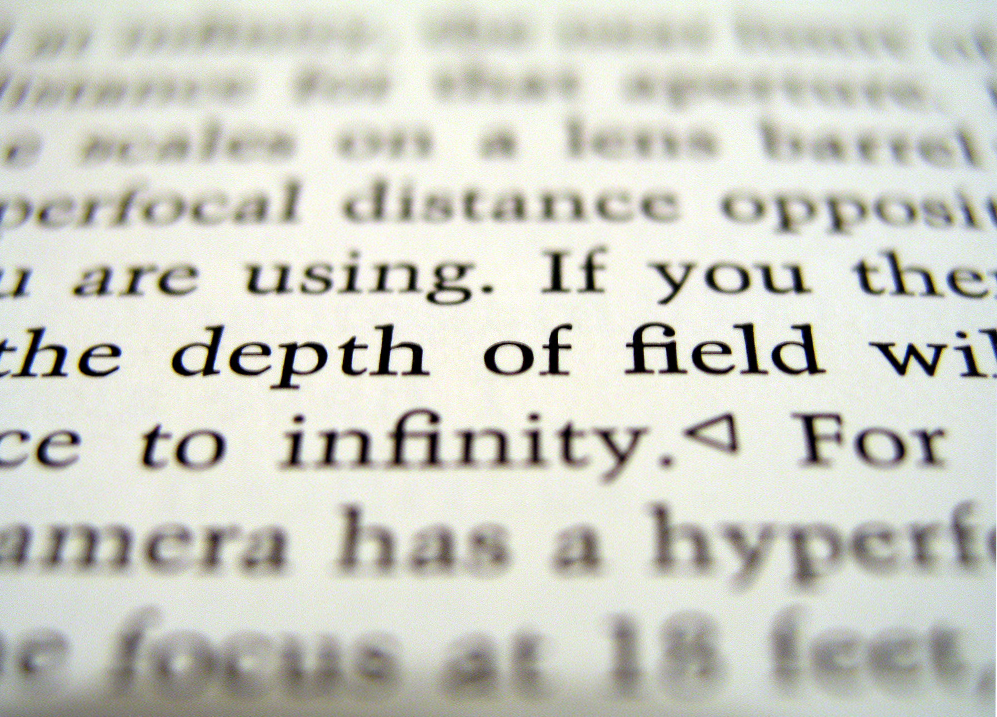
Exempel på foto taget med kort skärpedjup.

Skärpedjup (engelska depth of field eller förkortat DOF) är en term som används inom optiken, speciellt inom fotografi och film, och avser den del i en bild som uppfattas som skarp. 
Även om en optisk lins kan avbilda skarpt på bara ett visst avstånd, så avtar skärpan gradvis på båda sidor om det fokuserade avståndet, och oskärpan i avbildningen av motiv som ligger inom de avstånd som definieras av skärpedjupet uppfattas inte under normala betraktningsförhållanden. 
Begreppet används främst av fotografer när man talar om hur långt skärpan går framför och bakom fokuspunkten.

## Oskärpa i bilden
| Pingstliljor vid f/5 (till vänster) och vid f/32 (till höger) |  | Pingstliljor vid f/5 (till vänster) och vid f/32 (till höger) |
| Pingstliljor vid f/5 (till vänster) och vid f/32 (till höger) |  |                                                               |

Bilden visar hur skärpedjupet ändrar sig vid olika bländare, bländartalet visas nere till vänster.

Den oskärpa som kan tolereras i bilden är direkt proportionell med betraktningsavståndet och beror också på bildens användning, till exempel som konstnärligt foto eller foto för studier eller mätning.
Skärpedjupet bestäms av objektivets absoluta verksamma öppning. Skärpedjupet blir identiskt för objektiv med olika brännvidd om den absoluta bländaröppningen görs lika stor för dem alla. Härav följer också att objektiv med kort brännvidd har stort skärpedjup och objektiv med lång brännvidd har litet skärpedjup.

## Användning av skärpedjupet vid fotografering

Ett kort skärpedjup ger fokus på bara en av soldaterna.

Fotografen använder skärpedjupet för att komponera den önskade bilden och göra den intressant. Ett litet skärpedjup med stor bländaröppning frilägger den del av motivet som fotografen vill framhäva, då det avtecknas skarpt, till skillnad från resten av bilden som blir oskarp. I andra situationer kan fotografen vilja uppnå att hela bilden avtecknas skarpt, djupfokus, och då ska således en liten bländaröppning användas.

## Beräkning
Beteckningar:
- {\displaystyle B} är brännvidden
- {\displaystyle H} är hyperfokalavståndet
- {\displaystyle d} är det fokuserade avståndet
- {\displaystyle D_{n}} är närmaste avstånd som avbildas skarpt
- {\displaystyle D_{f}} är längsta avstånd som avbildas skarpt
- Skärpedjupet är sedan {\displaystyle D_{f}-D_{n}}

{\displaystyle D_{f}} och {\displaystyle D_{n}} beräknas enligt
{\displaystyle D_{n}={\frac {d\cdot H}{H+d-B}}}
{\displaystyle D_{f}={\begin{cases}{\frac {d\cdot H}{H-d-B)}},&{\mbox{om }}H>(d-B)\\\infty ,&{\mbox{om }}H\leq (d-B)\end{cases}}}

### Fotnoter
1. ↑  Fotografisk handbok, del 1, sid 73–74.
2. ↑  Strikt betraktat har skärpedjupet vid en viss bländare enbart att göra med objektivets brännvidd. Det är negativets storlek i förhållande till brännvidden som sedan avgör om objektivet skall betraktas som ett vidvinkel-, normal- eller teleobjektiv.
3. ↑  Fotografisk handbok, del 1, sid 78.
4. ↑  Langford, Michael (2000) (på engelska). Basic photography. Oxford: Focal Press. sid. 44-46